# The Parent Trap (1961)
The Parent Trap is een verfilming van het boek Das doppelte Lottchen van Erich Kästner. De film, waarin Hayley Mills, Maureen O'Hara en Brian Keith de hoofdrollen hebben, werd in 1961 uitgebracht.

## Rolverdeling
| Acteur           | Personage                       | Beschrijving |
| ---------------- | ------------------------------- | --- |
| Hayley Mills     | Sharon McKendrick / Susan Evers | Identieke tweeling die gescheiden werden kort na de geboorte en elkaar jaren later terug ontmoeten op zomerkamp |
| Brian Keith      | Mitchell "Mitch" Evers          | vader van Sharon en Susan.                                                                                      |
| Maureen O'Hara   | Margaret "Maggie" McKendrick    | moeder van Sharon en Susan.                                                                                     |
| Joanna Barnes    | Vicky Robinson                  | Een fortuinjaagster die met Mitch wil trouwen                                                                   |
| Charlie Ruggles  | Charles McKendrick              | |
| Cathleen Nesbitt | Louise McKendrick               | |
| Una Merkel       | Verbena                         | Huisbewaarder                                                                                                   |
| Leo G. Carroll   | Reverend Dr. Mosby              | |
| Linda Watkins    | Edna Robinson                   | |
| Ruth McDevitt    | Miss Abbey Inch                 | |
| Crahan Denton    | Hecky                           | voorman |
| Nancy Kulp       | Miss Grunecker                  | |
| Frank De Vol     | Mr. Eaglewood                   | |
| Susan Henning    |                                 | Sharon McKendrick / Susan Evers body double                                                                     |